# Nieul-lès-Saintes
Nieul-lès-Saintes là một xã trong tỉnh Charente-Maritime trong vùng Nouvelle-Aquitaine tây nam nước Pháp. Xã này nằm ở khu vực có độ cao trung bình 45 mét trên mực nước biển.